# Nicetius van Lyon
De heilige Nicetius (Nicetus, Nicet of Nizier) (513 - 2 april 573) was aartsbisschop van Lugdunum (het huidige Lyon). Zijn ambtstermijn duurde van 552 of 553 tot 573. Hij werd tot priester verheven door Agricola, de  bisschop van Châlons-sur-Marne. Hij was de neef van Sint Sacerdos, die hij als bisschop van Lyon opvolgde. In zijn bisdom blies hij de Gallische gezangen nieuw leven in. 
Hij werd ook opgemerkt door het bedrijven van exorcisme. Nicetius ontving de titel van patriarch van de paus. Hij nam het op zich om zowel in seculiere als in kerkelijke rechtszaken te oordelen. Hierdoor kwam hij in conflict met de plaatselijke graaf. Nicetius nam deel aan het concilie van Lyon dat ergens tussen 567 en 570 werd gehouden.

## Verering
Zijn feestdag is op 2 april, zijn sterfdag. De kerk van Saint-Nizier in Lyon is aan hem gewijd. Na zijn dood werden wonderen aan hem toegeschreven. Er bestaat een levensbeschrijving van Nicetius die kan worden gevonden in de Vita Nicetii Episcopi Lugdunensis, uitgegeven door B. Krusch, Monumenta Germaniae Historica Scriptores Rerum Merovingicarum III, blz. 518-524. Een online vertaling in het Engels vindt men hier. Gregorius van Tours, die schrijft dat Nicetius zijn oom was, geeft een aanvullende levensgeschiedenis in zijn Vita patrum.